# Доброта (фильм)
«Доброта» — художественный фильм режиссёра Эдуарда Гаврилова по мотивам повести Семёна Ласкина «Абсолютный слух».

## Сюжет
Новая учительница литературы Мария Николаевна Стурженцова считает, что основой воспитания учащихся должна быть Доброта в самом высоком понимании этого слова. Найти путь к сердцу, разбудить совесть — вот что, по её мнению, главное. Позиция директора школы Леонида Павловича Прохоренко была иной. Придя в школу в момент, когда там царила сонная атмосфера, он решает ввести школьное самоуправление, создать ребячий актив — из тех, кто совсем недавно были хулиганами, в ком есть, но неправильно используются организаторский талант и способность быть лидером.

Разность методик приводит к серьёзным разногласиям руководителя школы и учительницы…

## В ролях
| Актёр                | Персонаж                                         |
| -------------------- | ------------------------------------------------ |
| Тамара Сёмина        | Мария Николаевна Стурженцова, учитель литературы |
| Николай Константинов | Юра Щукин, ученик седьмого класса                |
| Леонид Неведомский   | Леонид Павлович Прохоренко, директор школы       |
| Володя Звягин        | Серёжа Завьялов, ученик седьмого класса          |
| Андрей Гусев         | Пётр Луков, ученик седьмого класса               |
| Алина Покровская     | Люся, жена Прохоренко                            |
| Валентина Сперантова | Прасковья Васильевна, бабушка Юры Щукина         |
| Эмилия Мильтон       | Павла Васильевна, учительница математики         |
| Александр Вокач      | учитель, муж Павлы Васильевны                    |
| Николай Парфёнов     | сосед Щукиных                                    |
| Надежда Самсонова    | учительница                                      |
| Николай Смирнов      | учитель                                          |
| Александр Январёв    | учитель (нет в титрах)                           |
| Дима Замулин         | Вова, сын Марии Николаевны                       |
| Серёжа Бурцев        |                                                  |
| Люся Мухина          | ученица седьмого класса                          |
| Серёжа Новиков       | Горохов, ученик седьмого класса                  |
| Гена Матвеев         |                                                  |

## Съёмочная группа
- Автор сценария: Семён Ласкин, Василий Соловьёв
- Режиссёр: Эдуард Гаврилов
- Оператор: Владимир Архангельский
- Художник: Ольга Кравченя